# Joncourt British Cemetery
Joncourt British Cemetery is een Britse militaire begraafplaats met gesneuvelden uit de Eerste Wereldoorlog en is gelegen in de Franse gemeente Joncourt (departement Aisne). De begraafplaats ligt langs de weg van Joncourt  naar Levergies op 800 m ten zuiden van het dorpscentrum (Église Saint-Martin).
Ze werd ontworpen door William Cowlishaw en heeft een nagenoeg rechthoekig grondplan dat begrensd wordt door een natuurstenen muur. Het Cross of Sacrifice staat in de westelijke hoek tegenover de open toegang. Vanaf het terras waarop het Cross staat leiden een viertal treden naar het deel met de graven dat iets lager ligt.
Er liggen 61 slachtoffers, waaronder 3 niet geïdentificeerde, in twee evenwijdige rijen.
De begraafplaats wordt onderhouden door de Commonwealth War Graves Commission.
Op het grondgebied van de gemeente liggen ook nog Britse gesneuvelden in de Joncourt East British Cemetery en in de gemeentelijke begraafplaats.

## Geschiedenis
Joncourt lag onmiddellijk ten westen van de Duitse versterkte linie Beaurevoir-Fonsomme. Het werd op 30 september 1918 door Australische troepen veroverd en de volgende dag bevrijd door de 5th Australian en de 32nd Divisions.
Alle slachtoffers zijn Britten die sneuvelden tussen 30 september en 4 oktober 1918 en de meesten behoorden tot de 10th Argyll and Sutherland Highlanders. 

## Onderscheiden militairen
- R.C. MacIntyre, luitenant bij de Argyll and Sutherland Highlanders  werd onderscheiden met het Military Cross (MC).
- Duncan Graham, onderluitenant bij de Argyll and Sutherland Highlanders werd onderscheiden met de Distinguished Conduct Medal (DCM).
- de korporaals C. Dempsey van het Manchester Regiment en Thomas Devine van de Argyll and Sutherland Highlanders werden onderscheiden met de Military Medal (MM).